# أيورفيدا

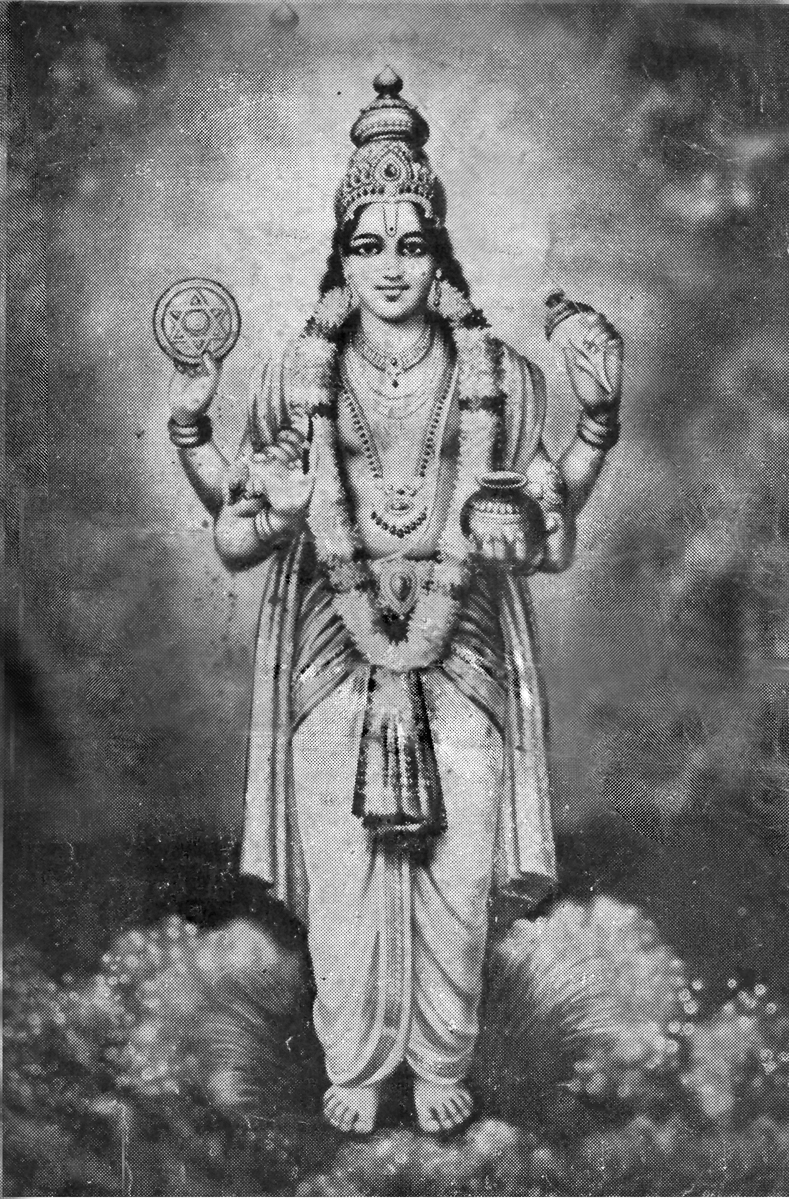
"دانفانتاري".. إله الأيورَفيدة

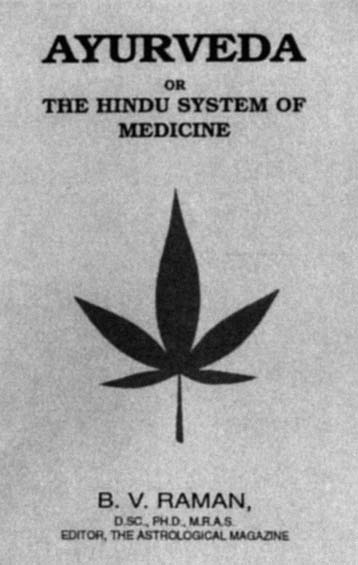
كتاب صدر عام 1947 عن "الأيورَفيدة

الأيورَفيدة أو (نقحرة: أيورفيدا) (بالهندية आयुर्वेद، وتعني: «علم الحياة») هي منظومة من تعاليم الطب التقليدي التي نشأت في شبه القارة الهندية وانتشرت إلى مناطق أخرى من العالم كشكل من أشكال الطب البديل. تتكون كلمة «أيُرفيدة» في اللغة السنسكريتية من كلمتي «أيوس» (āyus) وتعني: حياة، و«فيدا» (veda) وتعني: علم أو معرفة. وقد تطورت هذه المعرفة الطبية التقليدية عبر أزمان متعاقبة وظلت حتى اليوم منظومة طبية مؤثرة في جنوب آسيا. وقد ظهرت أقدم كتابات الأيورَفيدة المعروفة خلال ما يسمى بالحقبة الفيدية (بالإنجليزية Vedic period) في الهند، فقد تأثر الطب التقليدي في هذه الحقبة بمدونتي ساسروتا سامهيتا وكاراكا سمهيتا ، وقد عرف ممارسو طب الأيورَفيدة التقليدي عدداً من المستحضرات الطبية والعمليات الجراحية واستخدموها في معالجة العديد من العلل والأمراض Dwivedi & Dwivedi (2007) – on the work of the surgeon Sushruta – write:.
وينظر إلى الأيورَفيدة في الدول الغربية اليوم باعتبارها شكلاً من أشكال الطب التكميلي والبديل، حيث تستخدم العديد من أساليبها في هذه الدول كالأعشاب والتدليك واليوغا.

## نظرة عامة
ترتكز فلسفة الأيورَفيدة إلى نظرية «العناصر الخمس العظمى» (بالهندية [महा] पञ्चभूत) وهي التراب والماء والنار والهواء والأثير، وهي العناصر المكونة للكون ـ بما فيه جسم الإنسان ـ وفقاً لهذه النظرية. كما تعد البلازما (أو «راسا داتو» حسب تعبير الأيورَفيدة) والدم (راكتا داتو) واللحم (ماسما داتو) والشحم (ميدا داتو) والعظم (أستي داتو) والنخاع (ماجا داتو) والمني أو الخلايا التناسلية الأنثوية (شوكرا داتو) هي المكونات السبع الأساسية للجسم.
وتؤكد الأيورَفيدة على أهمية توازن «الأخلاط الثلاثة»:
- الفاتا (vata) (الهواء في الجو ـ أي الريح)
- والبيتا (pitta) (النار في الماء ـ أي الصفراء)
- والكافا (kapha) (الماء في التراب ـ أي البلغم).

ووفقاً للأيُرفيدة، فهذه الأخلاط الثلاث هامة للصحة، وعندما تكون في حالة توازن يكون الجسم معافى من العلل، أما إذا اختل التوازن فيما بينها فيحدث المرض. وكل إنسان ـ من وجهة نظر الأيورَفيدة ـ يتكون من مزيج فريد من هذه الأخلاط بنسب متفاوتة.
وقد تحدثت الأيورَفيدة عن الجراحة والآلات الجراحية، وتقول الأيورَفيدة إن الحيوية تأتي نتيجة لنظام الأيض السليم والهضم الجيد والإفراز الجيد، كما تركز الأيورَفيدة على التمرينات واليوغا والتأمل والتدليك كطرق علاجية، متعاملةً في ذلك مع الجسد والعقل والروح/الوعي معاً أو على حدة من أجل تحسين الصحة.
ويلخص الطبيب الأمريكي روبرت سفوبودا (بالإنجليزية Robert Svoboda) ـ الذي يتبنى أساليب العلاج الأيورفيدية ـ الخطوط الثلاثة الأساسية لعلوم الأيورَفيدة فيقول:

نظراً لأن كل فرد متجسد يتكون من جسد، وعقل، وروح، فقد قسم الحكماء الهنود القدماء الذين وضعوا «علم الحياة» حكمتهم على ثلاثة أقسام: الأيورَفيدة، وتتعامل بصفة أساسية مع الجسد بصورته المادية، واليوغا، وتتعامل مع الروح بشكل أساسي، والتانترا، وتتعامل بشكل أساسي مع العقل. والفلسفة الي ترتكز عليها هذه المعارف الثلاث واحدة، غير أن كلاً منها تطبق بشكل متفرد عن الأخرى. فالأيورَفيدة تختص بالأساس الجسدي المادي للحياة، وتركز على التناغم بينه وبين العقل والروح، واليوغا تتحكم في الجسد والعقل وتمكنهما من التناغم مع الروح، والتانترا تبحث في كيفية استخدام العقل لتحقيق التوازن بين متطلبات الجسد والروح.

ويعتقد أن أسلوب البانتشاكارما (بالإنجليزية Panchakarma، بالهندية पंचकर्म‌) يطرد السميات من الجسم. ويشتمل هذا الأسلوب على 8 تخصصات فرعية تسمى كل منها «أشتانغا» (بالإنجليزية Ashtanga، بالهندية अष्टांग) وهي:
- الأمراض الباطنة (كايا تشيكيتسا)
- أمراض الأطفال (كاومارابرتيام)
- الجراحة (شاليا ـ تشيكيتسا)
- علاج أمراض ما فوق الترقوة (سالاكيام)
- المس الشيطاني (بوتا فيديا): وهو ما يعادل الطب النفسي
- طب السموم (أغاداتانترام)
- الوقاية من الأمراض وتحسين المناعة وإعادة الشباب (راسايانا)
- المنشطات الجنسية وتحسين صحة النسل (فاجيكارانام)